# Spitzen Gebel
Spitzen Gebel ist ein historisches Haus in Bremen im Stadtteil Mitte, Ortsteil Altstadt. Das frühere Klavierträgerhaus ist heute eine Gaststätte und befindet sich in unmittelbarer Nähe zum Bremer Marktplatz, Hinter dem Schütting Nr. 1.
Seit 1917 steht das Gebäude als Bremer Baudenkmal unter Denkmalschutz.

## Geschichte
Das Haus ist um 1400 entstanden. Es ist das letzte rekonstruierte mittelalterliche Bürgerhaus der Hansestadt. Der spitze spätgotischen Giebel wurde zum Namensgeber des Hauses und der heute darin befindlichen Gaststätte. Früher diente das Haus als Weinhaus, Schlachterei, Bierhalle und Bürohaus.
Die Utlucht stammte von 1590; sie hatte oben drei und unten zwei rechteckige Fenster. Das Portal stammte von um 1610. Prosch beschreibt dazu das Gebäude: „Die frühesten Form […] ist das gotische Backsteingiebelhaus, wie es bis in die Mitte des 16. Jahrhunderts in ziemlich gleichbleibendem Fassadenschema immer wieder zur Anwendung kam“.
Das 1944 im Zweiten Weltkrieg zerstörte, rotsteinsichtige, zweigeschossige Gebäude mit einem Satteldach wurde im Auftrag einer Brauerei von 1948/49 bis 1950 nach Plänen des Architekten Bernhard Wessel wieder aufgebaut. Dabei wurden einige Änderungen vorgenommen: Die Utlucht erhielt oben wie unten vier in Sandstein gefasste Fenster. Aus den vier gotischen Giebelfenster wurden nun auch kleinere Rechteckfenster. Deren früher geputzten Ausfachung in der spitzbögigen Umrandung erfolgte nun in Rotstein. Auch die Giebelhöhe fiel etwas geringer aus.

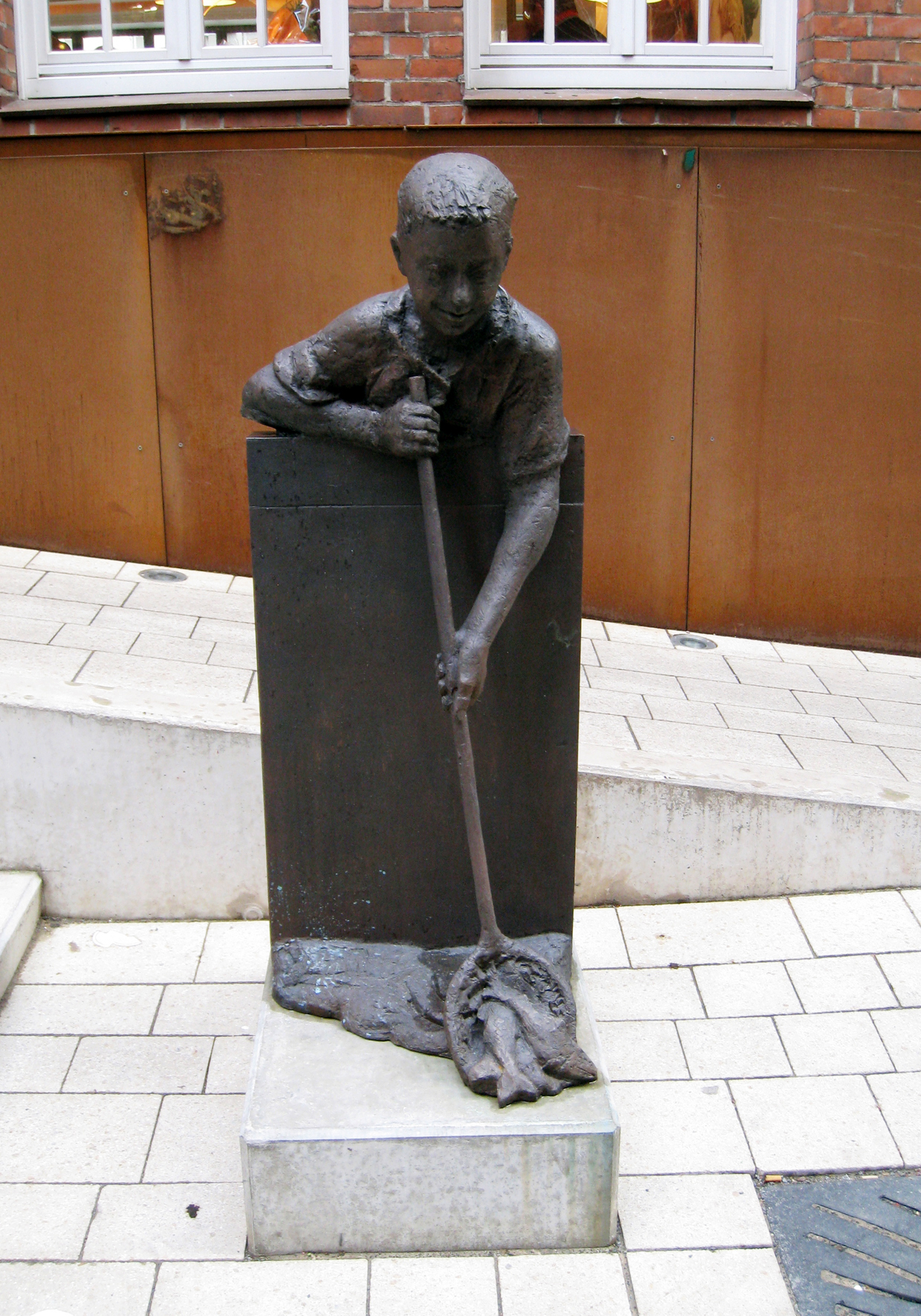

Denkmal: Auf der kleinen Freifläche vor dem Spitzen Gebel steht das kleine Bronzedenkmal Fietje Balge von Bernd Altenstein zur Erinnerung an die Balge, einen ehemaligen Seitenarm der Weser, der an dem Haus vorbeiführte.

## Sluk ut de Lamp
Die Erben des Bierhändlers Adolf Ulbrich verkauften 1913 die Bierhalle von Ad. Ullrich Ww. an die Vereinigten Klavierträger als Bürohaus. Aus dieser Zeit reicht eine Sitte, aus der sich eine Spezialität der heutigen Gaststätte Spitzen Gebel entwickelte: Der Sluk ut de Lamp, Plattdeutsch für Schluck aus der Lampe oder kurz Aus der Lampe. Die Klavierträger durften während der Arbeit keinen Alkohol trinken. So nutzten sie in den Wartezeiten die damals übliche Laterne zu einer Flasche um und füllten Kräuterschnaps hinein. Sie hatten nun einen kräftigen Schluck parat und niemand bemerkte den Alkoholkonsum.